# اگیل یلاند
اگیل یلاند (انگلیسی: Egil Gjelland؛ زادهٔ ۱۲ نوامبر ۱۹۷۳) ورزشکار دوگانه اهل نروژ بود. او در سن 15 سالگی ورزش بیاتلون را آغاز کرد و اولین بار در سال 1996 وارد تیم ملی شد.